# John Owoeri
John Owoeri, född 13 januari 1987 i Warri i Nigeria, är en nigeriansk fotbollsspelare.

## Klubbkarriär
Owoeri skrev säsongen 2013 på ett kontrakt med den Allsvenska klubben Åtvidabergs FF. Den 26 november 2015 bekräftade BK Häcken på sin hemsida att man värvat Owoeri, efter att Owoeri totalt gjort 17 mål på sina 77 spelade matcher i Åtvidaberg.
Säsongen 2016 blev Owoeri allsvenskans skyttekung, då han lyckades göra mål 17 gånger på 26 spelade matcher – varav fyra mål i en och samma match mot Falkenbergs FF. Den 8 februari 2017 blev det klart att Owoeri såldes till kinesiska Baoding Yingli Yitong.
I april 2022 blev Owoeri klar för spel i IFK Mariehamn, där han skrev på ett ettårskontrakt.

## Landslagskarriär
Owoeri spelade i Nigerias trupp vid U20-VM 2005. Han spelade i finalen som Nigeria förlorade med 2–1 mot Argentina.